# Джуда, Фади
Фади Джуда (англ. Fady Joudah,род. 1 января 1971, Остин) — палестинско-американский поэт и врач. В 2007 году он получил премию на конкурсе Yale Series of Younger Poets за сборник стихов «Земля на чердаке» (англ. The Earth in the Attic).

## Биография
Фади Джуда родился в 1971 году в городе Остин, штат Техас, США. Его родители были палестинскими беженцами. Он вырос в Ливии и Саудовской Аравии. Фади вернулся в США, чтобы учиться на врача. Сначала он учился в университете Джорджии (Атенс, штат Джорджия), а затем в медицинском колледже Джорджии. Практику проходил в Техасском университете. Сейчас Джуда работает врачом интенсивной терапии в Хьюстоне. Он также был волонтёром в гуманитарной организации «Врачи без границ».

## Творчество
Поэзия Джуди публиковалась в журналах Poetry, Iowa Review, Kenyon Review, Drunken Boat, Prairie Schooner и Crab Orchard Review.
В 2006 году он опубликовал «Ношу бабочки» (англ. The Butterfly's Burden), сборник новых стихов палестинского поэта Махмуда Дервиша, переведённых с арабского языка. В 2008 году сборник был финалистом премии ПЕН-клуба за лучший поэтический перевод.
В 2012 году Джуда опубликовал в своём переводе сборник стихов палестинского поэта Гасана Зактана «Она преследует меня, как птица из соломки, и другие поэмы» (англ. Like a Straw Bird It Follows Me, and Other Poems), получив за него канадскую Гриффиновскую премию (2013).
В 2013 года Copper Canyon Press опубликовал его последнюю книгу стихов «Зажжённый»(англ. Alight).
В октябре 2014 года Фади Джуда давал интервью для документального фильма Poetry of Witness, режиссёрами которого является Билли Тоома (англ. Billy Tooma) и Антони Кирило (англ. Anthony Cirilo).

## Произведения
- The Earth in the Attic (неопр.). — Yale University Press, 2008. — ISBN 978-0-300-13431-5.
- Mahmoud Darwish. The Butterfly's Burden (неопр.). — Copper Canyon Press[англ.], 2007. — ISBN 978-1-55659-241-6.
- Mahmoud Darwish. If I were another (неопр.). — Macmillan, 2009. — ISBN 978-0-374-17429-3.
- «Alight» (Copper Canyon Press, 2013)